# Fleetwood Mac (1968)
Fleetwood Mac (uscì anche con il titolo di Peter Green's Fleetwood Mac) è il primo album del gruppo rock dei Fleetwood Mac, pubblicato nel 1968.

## Tracce
Lato A
1. My Heart Beat Like a Hammer – 2:57 (Jeremy Spencer) – Registrato l'11 dicembre 1967 al CBS Studio di Londra
2. Merry Go Round – 4:07 (Peter Allen Green) – Registrato il 22 novembre 1967 al CBS Studio di Londra
3. Long Grey Mare – 2:14 (Peter Allen Green) – Registrato nel 1967 al CBS Studio di Londra, data esatta sconosciuta
4. Hellhound on My Trail – 1:59 (Tradizionale, arrangiamento di Peter Allen Green) – Registrato il 22 novembre 1967 al CBS Studio di Londra
5. Shake Your Moneymaker – 2:55 (Elmore James) – Registrato l'11 dicembre 1967 al CBS Studio di Londra
6. Looking for Somebody – 2:50 (Peter Allen Green) – Registrato al CBS Studio (o) al Decca Studio di Londra, data esatta sconosciuta

Durata totale: 17:02
Lato B
1. No Place to Go – 3:20 (Chester Burnett) – Registrato al CBS Studio (o) al Decca Studio di Londra, data esatta sconosciuta
2. My Baby's Good to Me – 2:50 (Jeremy Spencer) – Registrato al CBS Studio di Londra, data esatta sconosciuta
3. I Loved Another Woman – 2:55 (Peter Allen Green) – Registrato il 22 novembre 1967 al CBS Studio di Londra
4. Cold Black Night – 3:16 (Jeremy Spencer) – Registrato il 22 novembre 1967 al CBS Studio di Londra
5. The World Keep on Turning – 2:28 (Peter Allen Green) – Registrato il 22 novembre 1967 al CBS Studio di Londra
6. Got to Move – 3:19 (Homesick James Williamson) – Registrato al CBS Studio di Londra, data esatta sconosciuta

Durata totale: 18:08
Edizione CD del 2004, pubblicato dalla Columbia Records (516443 2)
1. My Heart Beat Like a Hammer – 3:31 (Jeremy Spencer)
2. Merry Go Round – 4:19 (Peter Green)
3. Long Grey Mare – 2:12 (Peter Green)
4. Hellhound on My Trail – 2:04 (Tradizionale, arrangiamento di Peter Green)
5. Shake Your Moneymaker – 3:11 (Elmore James)
6. Looking for Somebody – 2:49 (Peter A Green)
7. No Place to Go – 3:20 (Chester Burnett)
8. My Baby's Good to Me – 2:49 (Jeremy Spencer)
9. I Loved Another Woman – 2:54 (Peter Allen Green)
10. Cold Black Night – 3:15 (Jeremy Spencer)
11. The World Keep on Turning – 2:27 (Peter Allen Green)
12. Got to Move – 3:18 (Elmore James, Marshall Sehorn)
13. My Heart Beat Like a Hammer – 3:42 (Jeremy Spencer) – Bonus Track - Take 1
14. Merry Go Round – 0:54 (Peter Green) – Bonus Track - Take 1
15. I Loved Another Woman – 6:08 (Peter Green) – Bonus Track - Takes 1 (incompleto), 2, 3 (falsa partenza) e 4 (incompleto)
16. I Loved Another Woman – 5:08 (Peter Green) – Bonus Track - Takes 5 (versione completa master) e 6 (incompleto)
17. Cold Black Night – 5:28 (Jeremy Spencer) – Bonus Track - Takes 1 (falsa partenza), 2 (falsa partenza), 3 (falsa partenza), 4 (falsa partenza), 5 (falsa partenza) e 6 (master completo)
18. You're so Evil – 3:05 (Jeremy Spencer) – Bonus Track, registrato il 22 novembre 1967 al CBS Studio di Londra
19. I'm Coming Home to Stay – 2:27 (Jeremy Spencer) – Bonus Track, registrato al CBS Studio di Londra, data esatta sconosciuta

Durata totale: 63:01

## Musicisti
My Heart Beat Like a Hammer / Shake Your Moneymaker
- Jeremy Spencer - voce, chitarra slide
- Peter Green - chitarra
- John McVie - basso
- Mick Fleetwood - batteria

Merry Go Round / I Loved Another Woman
- Peter Green - voce, chitarra
- John McVie - basso
- Mick Fleetwood - batteria

Long Grey Mare
- Peter Green - voce, chitarra, armonica
- Bob Brunning - basso
- Mick Fleetwood - batteria

Hellhound on My Trail / You're so Evil
- Jeremy Spencer - voce, pianoforte

Looking for Somebody / No Place to Go
- Peter Green - voce, chitarra, armonica
- John McVie - basso
- Mick Fleetwood - batteria

My Baby's Good to Me / Go to Move / I'm Coming Home to Stay
- Jeremy Spencer - voce, chitarra, pianoforte
- Peter Green - chitarra
- John McVie - basso
- Mick Fleetwood - batteria

Cold Black Night
- Jeremy Spencer - voce, chitarra
- Peter Green - chitarra
- John McVie - basso
- Mick Fleetwood - batteria

The World Keep on Turning
- Peter Green - voce, chitarra[1]